# Brastad
För andra betydelser, se Brastad (olika betydelser).
Brastad (uttal: bra-sta) är en tätort och kyrkbyn i Brastads socken i Lysekils kommun i Bohuslän.

## Historia
Brastad tillväxte som stationssamhälle vid den 1913 öppnade Lysekilsbanan. Stationen hette först Lökebacken, men bytte 1939 till sitt nuvarande namn. 
Bygdens folkmängd fick ett nytt uppsving under 1970- och 1980-talet, i samband med anläggandet av oljeraffinaderiet Scanraff (nuvarande Preemraff) i det närbelägna Lyse socken.

### Befolkningsutveckling
| Befolkningsutvecklingen i Brastad 1960–2020                    | Befolkningsutvecklingen i Brastad 1960–2020 | Befolkningsutvecklingen i Brastad 1960–2020 | Befolkningsutvecklingen i Brastad 1960–2020 | Befolkningsutvecklingen i Brastad 1960–2020 |
| -------------------------------------------------------------- | ------------------------------------------- | ------------------------------------------- | ------------------------------------------- | ------------------------------------------- |
|                                                                |                                             |                                             |                                             |                                             |
| År                                                             |                                             |                                             | Folkmängd                                   | Areal (ha)                                  |
| 1960                                                           | 1960                                        |                                             | 795                                         |                                             |
| 1965                                                           | 1965                                        |                                             | 1 027                                       |                                             |
| 1970                                                           | 1970                                        |                                             | 1 214                                       |                                             |
| 1975                                                           | 1975                                        |                                             | 1 869                                       |                                             |
| 1980                                                           | 1980                                        |                                             | 1 865                                       |                                             |
| 1990                                                           | 1990                                        |                                             | 1 976                                       | 183                                         |
| 1995                                                           | 1995                                        |                                             | 2 051                                       | 185                                         |
| 2000                                                           | 2000                                        |                                             | 1 855                                       | 185                                         |
| 2005                                                           | 2005                                        |                                             | 1 821                                       | 185                                         |
| 2010                                                           | 2010                                        |                                             | 1 846                                       | 185                                         |
| 2015                                                           | 2015                                        |                                             | 2 289                                       | 469                                         |
| 2020                                                           | 2020                                        |                                             | 1 972                                       | 353                                         |
| Anm.: sammanvuxen med Rixö 2015 som till del utbröts igen 2018 |                                             |                                             |                                             |                                             |

## Näringsliv
Största företag är Husqvarna AB, som på orten har vevaxeltillverkning med 165 anställda.

## Personer från orten
- Frank Baude, murare och kommunistledare
- Sten Pålsson, fotbollsspelare
- Ebbe Schön, folklivsforskare och historiker